# El basurero (cuento de Ray Bradbury)
El basurero (título original en inglés: The Garbage Collector) es un cuento del escritor estadounidense Ray Bradbury publicado originalmente en la revista The Nation en 1953.
Fue incluido en sus antologías de cuentos Las doradas manzanas del sol (1953) y Twice 22 (1966).

## Argumento
Un basurero que ha ejercido su trabajo durante años, le comenta a su esposa su decisión de renunciar a su puesto, pues el alcalde ha decidido que sean los camiones de basura los que recojan los cadáveres cuando caiga alguna bomba atómica.